# بزمجه آبی سرزرد
 بزمجه آبی سرزرد(نام علمی: Varanus cumingi) نام یک گونه از سرده بزمجه است.